# Vicq (Haute-Marne)

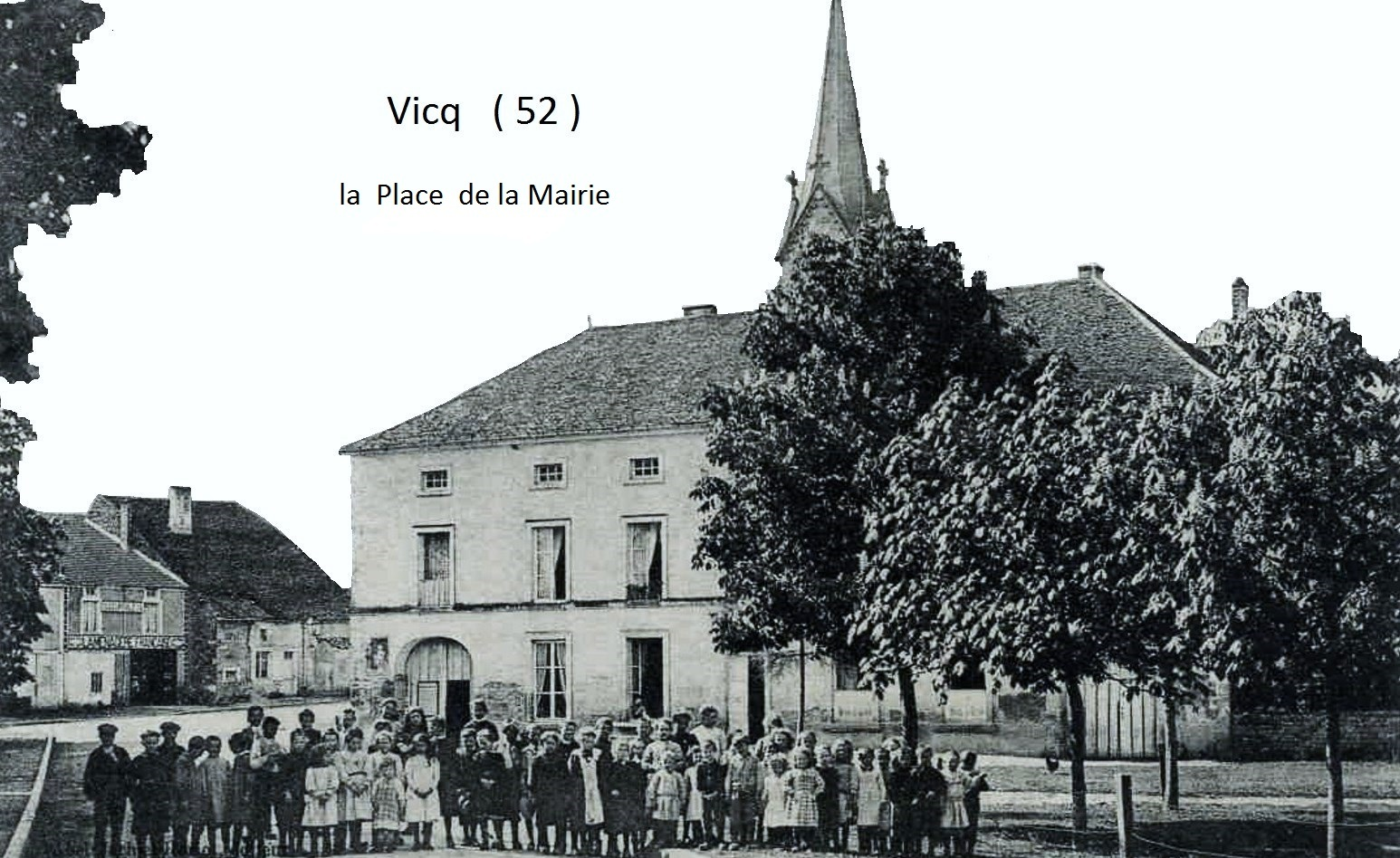

Vicq é uma comuna francesa na região administrativa da Champanha-Ardenas, no departamento de Haute-Marne. Estende-se por uma área de 13,72 km². Em 2010 a comuna tinha 156 habitantes (densidade: 11,4 hab./km²).